# Güzeldere Geçidi
Güzeldere Geçidi (turco, passo di Güzeldere in italiano) è un valico situato in Turchia a 2730 m s.l.m..
La sua sommità è percorsa da una strada asfaltata che – pur trovandosi in un'area esterna ai confini geografici dell'Europa –  è tra le più alte situate in stati europei.

## Descrizione
Il valico è ubicato in Anatolia Orientale, tra le montagne dell'Altopiano armeno e mette in comunicazione i distretti di Başkale e di Gürpınar, entrambi facenti parte della Provincia di Van.

## Strada
La strada statale 975, superata la città di Başkale (2346 m s.l.m.), si dirige verso nord ovest e – lambito il villaggio di Gedikbaşı – raggiunge i 2 730 m del passo. La via di comunicazione avvia quindi la discesa attraversando un tratto noto come "32 viraj" (turco, 32 curve in italiano), area in cui dal 2014 è in costruzione un tunnel stradale la cui inaugurazione è prevista per il 2022. Dopo complessivi 55 km la strada giunge quindi al villaggio di Güzelsu (2020 m s.l.m.), dal quale è possibile proseguire per il capoluogo del distretto Gürpınar e per quello provinciale Van. L'intero tratto stradale è soggetto a forti nevicate e le difficili condizioni invernali hanno più volte causato incidenti mortali.
La stessa strada statale 975, circa 200 km più a nord ed ai margini della provincia di Van, attraversa un altro passo tra i più elevati situati in stati in europei: il Tendürek Geçidi.